# 窪城の戦い
窪城の戦い（くぼじょうのたたかい）とは、1581年（天正9年）から1582年（天正10年）にかけて、現在の富山県にあたる越中国内において佐々成政と越中一向一揆との間で行われた戦い。主要な戦闘は天正9年（1581年）9月と天正10年（1582年）8月の2度に渡って行われ、第一次戦闘では窪城に拠る一向一揆勢が佐々軍を撃退したが、第二次戦闘において佐々軍の攻撃により窪城は陥落した。「窪城」の位置については史料上に明記がないが、現在の南砺市井口地域「久保」に位置する井口城を指すものと推定されている。

## 背景
1576年（天正4年）、織田家の勢力拡大を受けてそれまで対立関係にあった本願寺と越後上杉家は和議を結び、越中一向一揆は上杉家と協力して織田家に対抗するようになっていた。1580年（天正8年）には本願寺10代顕如が織田信長と和睦し石山本願寺から退去したが、長男の教如が引き続き織田家への抵抗を主張し、教如の意を受ける形で越中一向一揆も織田家への反抗を継続した。
また、1581年（天正9年）に越中を分封された佐々成政が敵対成力を平定していく中で、佐々成政に敗れた越中国人の残党が最後の抵抗拠点として五ヶ山に逃れるようになっていた。五箇山地域が険しい山並みに囲まれた要害の地であったこと、「五ヶ山惣中」が強固な宗教的団結を有して外敵と対抗していたこと、更にこの組織が信長に対抗する本願寺教如との連携下にあったことなどが、越中国人の流入を招いたとみられる。
なお、五箇山に拠って佐々成政に対抗する諸勢力を、上杉景勝は「五ヶ山惣中」と呼んでいたことが天正10年（1582年）10月3日付書状によりわかる。

## 五箇山の城塞群

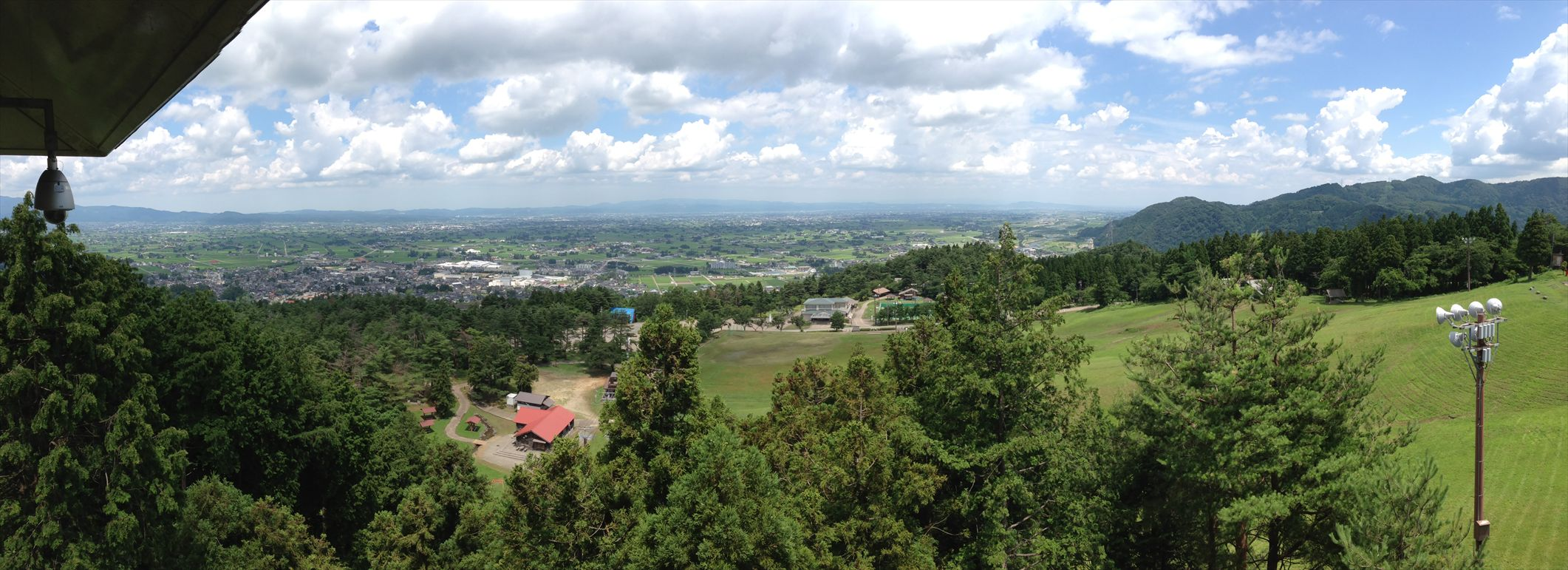
八乙女山山麓の閑乗寺公園から井波町を臨む光景

20世紀末に至るまで、五箇山地方の城郭についてはあまり知られていなかったが、平成時代（1990年代）に入った頃から発掘調査の進展により五箇山にも城塞群が存在していたことが明らかになった。
五箇山の城塞群はそもそも記録が残っていないことから築城目的・利用状況も不明であったが、五箇山を支配する一向一揆勢力によって築かれ、窪城攻防戦に代表される天正年間の五箇山を巡る攻防戦で用いられたものと現在では考えられている。後述する栗山宗左衛門が五箇山で籠城した「小屋（ここでは小型の砦を意味する）」とは、まさに五箇山城塞群の一角を占める砦であったと推定される。
現在発見されている五箇山の城塞群は下記のものが知られている。

### 八乙女山砦
高清水山地北端の八乙女山山頂に築かれている。山頂一帯の平坦面に人工的に切り立てた小高い箇所があり、展望もきくことから、ここが主郭であるとみられる。

### 小屋場平城
赤祖父山の西側中腹、「小屋場平」と呼ばれる地で発見された。この地は赤祖父山から尾根伝いに平野部の東西原集落・川上中集落に出る道があり、五箇山と平野部をつなぐ交通路を抑える意図を持っていたとみられる。

### 新山砦
利賀谷の新山集落・栃谷集落と西明集落を結ぶ道上に位置し、小屋場平城と同様に五箇山と平野部をつなぐ交通路を抑える意図を持っていたとみられる。

### 田中平城
杉尾集落・祖山集落と平野部を結ぶ「杉尾峠」は西明集落に至る東ルートと細野集落に至る西ルートがあるが、田中平城は東ルート上に存在する。

### 鉢伏山砦
前述した「杉尾峠」から細野集落に至る西ルート上に位置する。
上記の城塞群は八乙女山砦を除きいずれも平野部側の尾根筋に位置しており、五箇山地域を支配する勢力が平野側からの侵攻に備えて築いたものと推定される。これらの城塞群がいずれも五箇山と平野部を結ぶ交通路上に位置することも、この推定を裏付ける。
16世紀前半に赤尾道宗の献身的な布教によって五箇山地域で浄土真宗が広まっていたことはよく知られており、天文年間（1532～55年）には既に五箇山の十日講組織により糸・綿が本願寺に献上されたことが記録されている。よって、これらの城塞群は五箇山の真宗門徒、いわゆる一向一揆によって築かれ、外敵（上杉家・織田家）に抵抗するため運用されたものと考えられている。

## 第一次窪城攻防戦（天正9年9月）

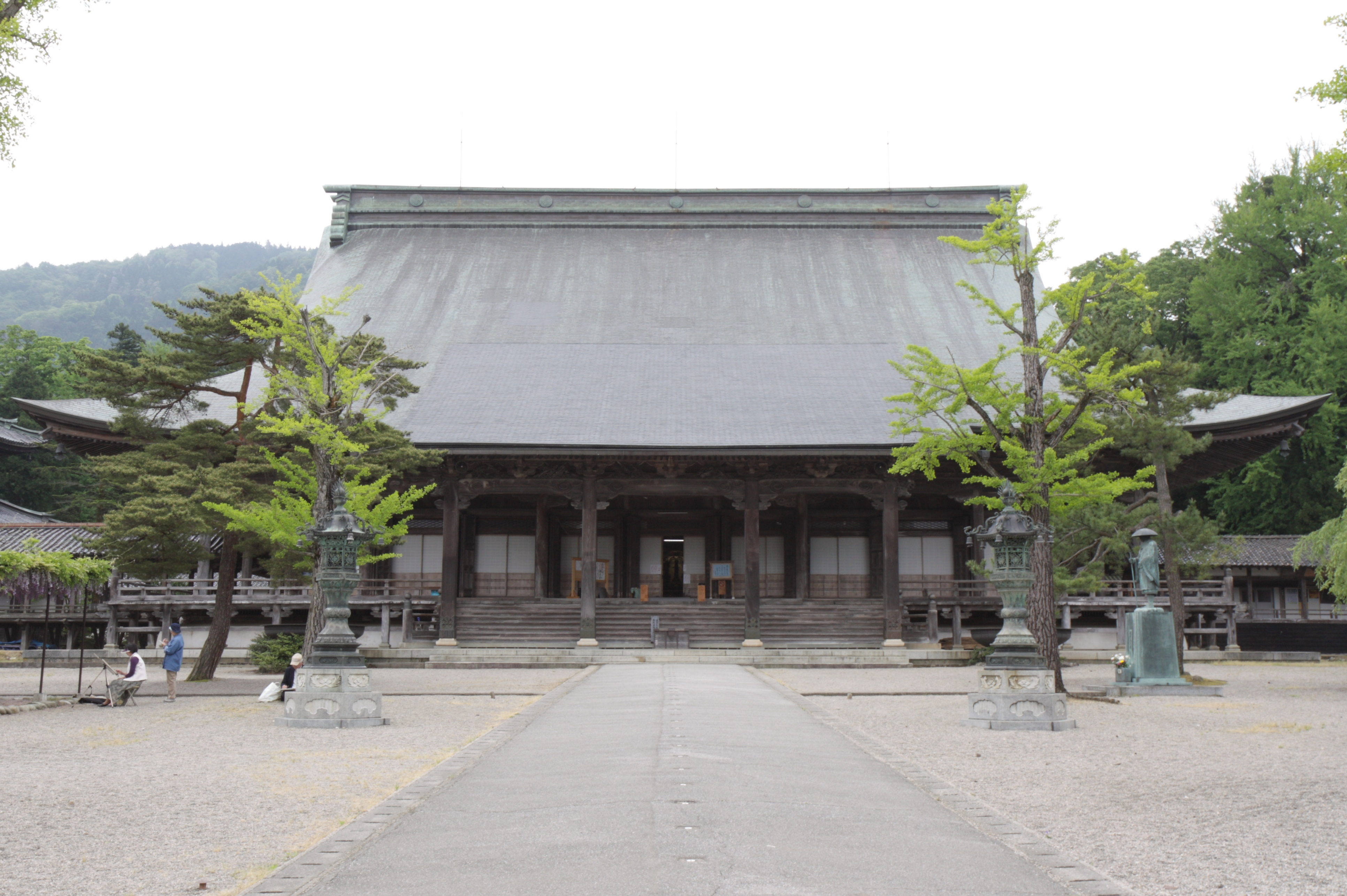
現在の井波瑞泉寺本堂。

第一次窪城攻防戦については、天正9年9月8日付瑞泉寺佐運書状及び天正9年9月18日付寺嶋盛徳・槻尾秀安連署状に詳しい戦況が記されている。
佐運書状によると、佐々軍は「窪と号す地」を9月3日から8日（書状の作成日）にかけて包囲し、窪城の堀際に陣取っていた。これを受けて寺嶋牛介・槻尾甚助らが8日に「山中所々」より「山口」まで兵を出し佐々軍を牽制する手筈であり、重ねて上杉景勝に越中への出馬を乞うたのが佐運書状の内容であった。「山中所々」は五箇山に設けられた城塞群を指すと考えられ、特に「山口」は瑞泉寺を見下ろす八乙女山の付近とみられる。寺嶋牛介・槻尾甚助らは五箇山から出撃して山の麓（山口）で佐々軍を牽制したようである。
佐運書状から10日後、9月18日に上杉方に戦況を報告した寺嶋盛徳・槻尾秀安らは、明らかに上述の寺嶋牛介・槻尾甚助と同一人物である。寺嶋盛徳・槻尾秀安らが報告した所によると、10日以上にわたる包囲にもかかわらず、9月17日に佐々軍は「両城が堅固なため」撤兵したという。「両城」の指す対象については明記されないが、一つは明らかに窪城を指し、もう一つは窪城と井波瑞泉寺の丁度中間に位置する丸山城を指すのではないかと考えられる。
越中一向一揆から戦勝の報告を受けた上杉景勝は、10月3日付書状で「五ヶ山惣中」の「毎度之防戦」を称えているが、これはまさに第一次窪城攻防戦での戦勝を指すものであった。

## 越中国人の合流

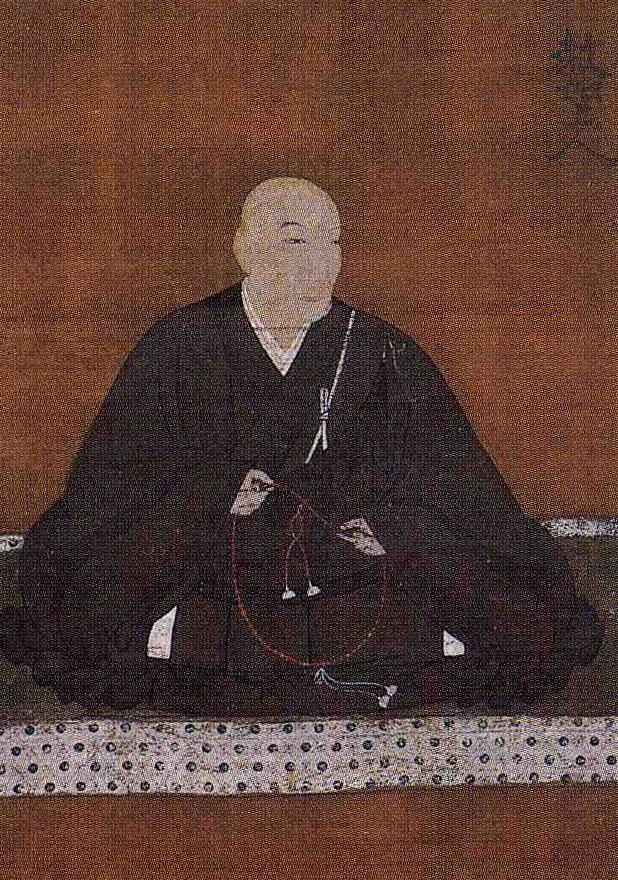
本願寺教如肖像

天正9年9月の攻防において佐々軍の撃退に成功した窪城は、反織田家の諸勢力の最期の抵抗拠点として注目されるようになる。『信長公記』によると、砺波郡北部の有力者であった石黒左近は、織田方に本拠の木舟城を奪われた末に近江長浜で謀殺されていた。その弟湯原国信は木舟城を退去した後五箇山で抵抗を続けたと伝えられており、このことは天正9年9月27日付上杉景勝書状によって確認される。
上杉景勝書状では「山中」に逃れた石黒伊勢鶴麿（＝湯原国信）が瑞泉寺と申し合わせて日夜織田方に攻撃を仕掛けていることを称えており、湯原国信は越中一向一揆と連携して山中＝五箇山から織田方を攻撃していたようである。また、栗山宗左衛門なる人物が猪原八十郎（＝湯原国信）とともに「小屋（ここでは小型の砦を指すか）」に籠城して佐々蔵助・柴田・前田又左衛門の攻撃を受けたが撃退したとの記録もあり、天正九年前後に石黒家残党が五箇山で抗戦を続けていたことが裏付けられる。
天正10年2月、織田信忠を中心とする織田軍は武田家への全面侵攻に踏み切り、同年月までには武田勝頼を自害に追い込むに至った。恐らくは武田領侵攻により越中の守備が手薄になった隙を狙い、天正10年3月に一向一揆方の小嶋職重・唐人式部らが佐々成政配下の神保長住が拠る富山城を奪取する事件が起こった。『信長公記』によると織田方の巻き返しによって富山城は直ぐに奪回されたが、小嶋職重・唐人式部らは富山城を放棄して逃れた。同年五月三日付上杉景勝書状には「富山地」から退却した者たちが「五ヶ山地」に逃れたと記されており、小嶋職重・唐人式部らは窪城も含む五箇山の要塞群に逃れこんだようである。唐人式部（大輔親広）は岸和田流の砲術師として知られており、富山城の奪回には失敗したものの五箇山の一向一揆勢はこの間にむしろ戦力をました。
また、本願寺10代顕如と対立し織田家への徹底抗戦を主張する教如は、富山城奪取事件が起こった頃に五箇山・白川郷に滞在していた。この頃、越中国内の真宗寺院の中で最も熱心に教如を支持していた善徳寺が飛騨国に逃れており、教如は善徳寺を頼って対織田一揆を指示するべくこの地方を訪れたようである。これに対応するように、同年四月八日付上杉景勝書状では「五ヶ山に下向した」門跡（＝教如）に、織田方に対し一揆を起こすよう要請している。

## 第二次窪城攻防戦（天正10年8月）

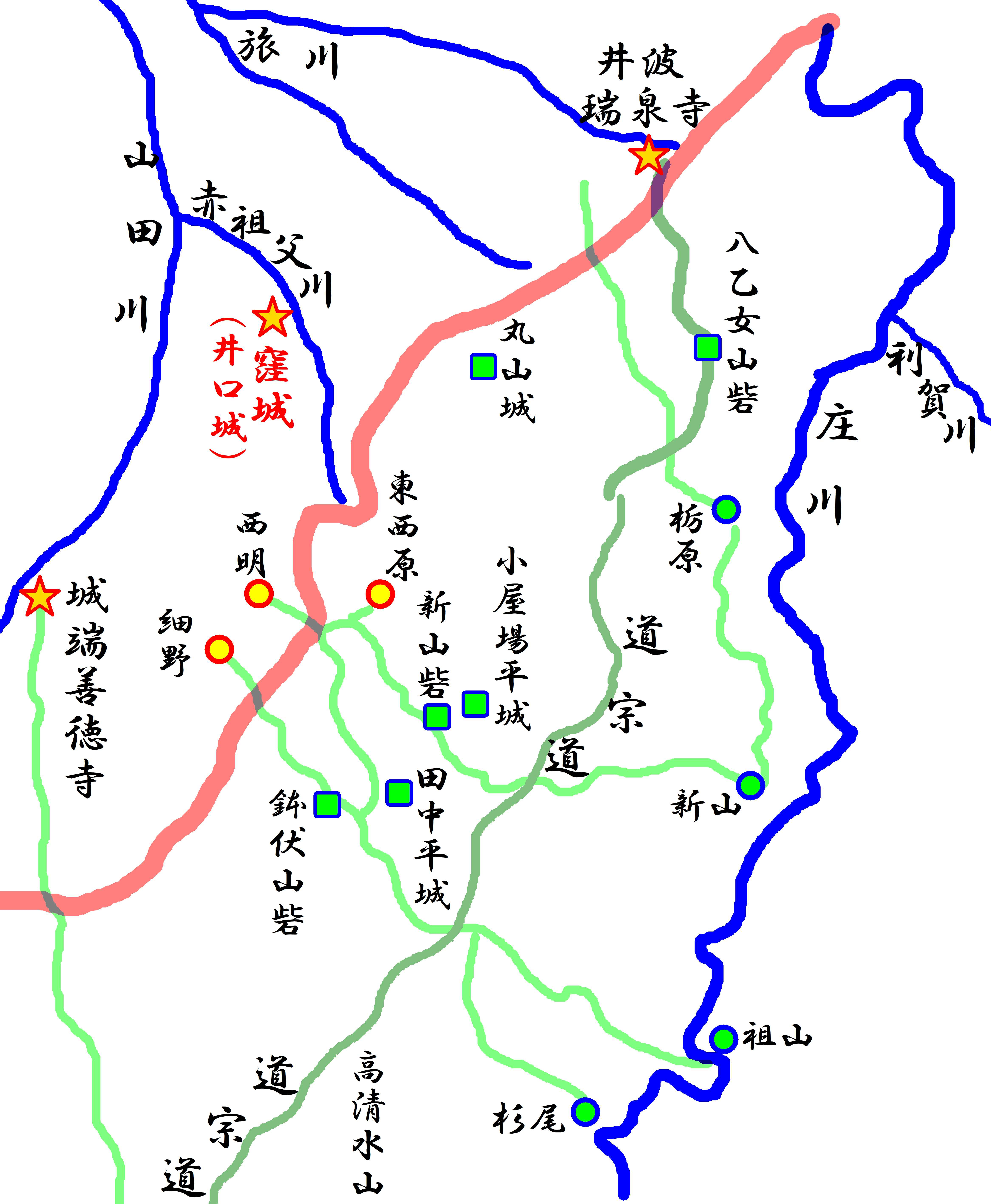
1582年に行われた窪城の戦いの関係図。

第二次窪城攻防戦については、栗山宗左衛門覚書・湯原国信書状・瑞泉寺佐運書状に断片的な記録が残されている。各書状の内容を総合すると、以下のような戦闘があったとみられる。
天正10年8月、「信長滅亡（＝本能寺の変）」を知った佐々成政ら織田方の諸将は一旦富山城に退却したが、6月10日に越中国内最大の残存抵抗勢力である五箇山方面に攻め入った。緒戦では小甚（小嶋甚助）・寺牛（寺嶋牛介）ら兄弟が出撃して一戦交えるも、佐々の軍勢に敗れ多数の者が打ち取られてしまった（湯原国信書状） 。佐々方は勝勢に乗じて湯原国信の陣所にも攻めかかったが、湯原国信は逆に佐々方を打ち破り、佐々姓の侍3名・その他100人余りを打ち取る勝利を得たと直江兼続に報告している。
ところが、湯原国信と行動をともにしていた栗山宗左衛門が突如として佐々成政に降って召し抱えられ、8月21日に「越中くぼの城（＝窪城）」を再度包囲した。恐らくは栗山宗左衛門の裏切りによって城内の守備状況が明らかになったこともあり、栗山宗左衛門と佐々家中の脇本甚助の活躍によって9月2日に窪城は陥落した（栗山宗左衛門覚書）。
ただし、これらの第二次窪城攻防戦にかかる記述は月日のみ記され、歳については「天正12年（1584年）の末森城の戦い以前である」ことしか分からない。高岡徹は天正11年（1583年）6月に既に五箇山に佐々成政の支配が浸透している記録があること、同年8月中に小嶋職重を始め主要な越中国人が投降していることから、天正11年8-9月に第二次窪城攻防戦があったとは考えにくく、天正10年とすべきであると指摘している。

## 佐々成政による五箇山制圧

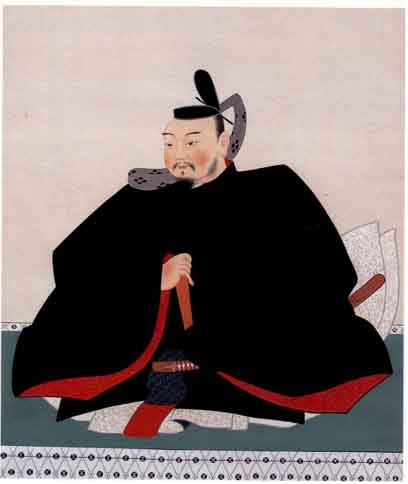
佐々成政肖像（富山市郷土博物館蔵）

第二次窪城攻防戦以降、五箇山をめぐる戦いの記録が書状などに現れることはなくなるため、窪城の陥落が決定打となって佐々方による五箇山制圧が一挙に進んだようである。天正11年4月3日付羽柴秀吉書状に瑞泉寺・安養寺が「近年牢籠由」とあることも、天正10年末に五箇山が佐々成政によって制圧され、瑞泉寺佐運らが五箇山を追われたことを裏付ける。
現在、西赤尾町行徳寺には天正11年6月付で佐々成政が禁制を出した記録が残っているが、これこそ佐々成政による五箇山制圧が達成された証であるとみられる。これに先行して、賤ヶ岳の戦いの戦後処理の一環として羽柴秀吉は佐々成政の越中一国支配を認め、あわせて成政を越後上杉家の収次役に任命していた。
これは上杉家が従来のように一向一揆を支援できなくなったことを意味し、天正11年6月付禁制は長年にわたる越中一向一揆が終焉した象徴であると言える。